# Jerzy Duszyński (nhà hóa sinh học)
Jerzy Duszyński (sinh ngày 6 tháng 3 năm 1949) là nhà hóa sinh học người Ba Lan và là giáo sư khoa học sinh học. Từ năm 2015, ông là Chủ tịch Viện Hàn lâm Khoa học Ba Lan.
Ông nguyên là Giám đốc Viện Sinh học Thực nghiệm Nencki trực thuộc Viện Hàn lâm Khoa học Ba Lan (2003–08), nguyên Thứ trưởng Bộ Khoa học Ba Lan (2008–09), và nguyên Trưởng khoa II—Khoa học Sinh học của Viện Hàn lâm Khoa học Ba Lan (2011–14).
Ông có học hàm Giáo sư chính thức từ năm 1993, là thành viên tương ứng của Viện Hàn lâm Khoa học Ba Lan từ năm 2007 và là thành viên của Viện hàn lâm Châu Âu từ năm 2007.

## Giáo dục và sự nghiệp
Jerzy Duszyński tốt nghiệp đại học, ngành sinh học tại Khoa Sinh học và Khoa học Trái đất tại Đại học Warszawa. Ông nhận bằng tiến sĩ (PhD) sinh học năm 1975, tiếp theo là bằng sau tiến sĩ (DSc) năm 1983, cả hai đều tại Viện Sinh học Thực nghiệm Nencki thuộc Viện Hàn lâm Khoa học Ba Lan. Ông được Tổng thống Ba Lan phong học hàm Giáo sư (cấp bậc học thuật cao nhất của Ba Lan) vào năm 1993.
Ông chuyên nghiên cứu về các vấn đề khác nhau liên quan đến hóa sinh, bao gồm năng lượng sinh học, vai trò của ty thể trong sinh lý tế bào, các bệnh về ty thể và thoái hóa thần kinh. Ông đứng đầu Phòng thí nghiệm năng lượng sinh học và màng sinh học tại Viện Sinh học Thực nghiệm Nencki của Viện Hàn lâm Khoa học Ba Lan. Ông nhận được học bổng nghiên cứu tại Hoa Kỳ (3,5 năm, gồm cả Đại học Pennsylvania và Đại học Penn State) và ở Pháp (1 năm).
Ngày 19 tháng 3 năm 2015, ông được bầu làm Chủ tịch Viện Hàn lâm Khoa học Ba Lan nhiệm kỳ 2015–2018. Vào tháng 10 năm 2018, ông tái đắc cử nhiệm kỳ thứ hai (2019–2022).

## Hoạt động nghiên cứu
GS. Duszyński đã xuất bản hơn chục bài báo trên các tạp chí nghiên cứu hàng đầu. Ông là thành viên của Viện hàn lâm Châu Âu, thành viên của Viện Hàn lâm Khoa học Trung Quốc, thành viên hội đồng quản trị của Viện nghiên cứu y sinh ở Barcelona, và thành viên hội đồng của Diễn đàn Khoa học và Công nghệ Xã hội (STS) ở Nhật.
Một số thành tựu nghiên cứu của ông bao gồm:
- Các đặc điểm tạo ra sự khuếch tán bất thường của các chất chuyển hóa trong tế bào cũng như ảnh hưởng đến sự vận chuyển qua màng sinh chất.[5]
- Kiểm soát của quá trình vận chuyển nucleotide adenine trong năng lượng sinh học tế bào.[6]
- Khám phá độ nhạy pH khi calci đi vào trong tế bào động vật có vú (nồng độ calci trong tế bào đóng vai trò là yếu tố điều hòa; khi tăng cao, calci thường kích hoạt nhiều quá trình tế bào).[7]
- Phát hiện protein PML điều chỉnh sự tương tác của ty thể và mạng lưới nội chất và ảnh hưởng đến quá trình chuyển hóa calci nội bào.[8]

## Vinh danh
Giáo sư Duszynski được trao tặng Huân chương Polonia Restituta.